# Rocky Mountain-wapiti
De Rocky Mountain-wapiti (Cervus canadensis nelsoni) is een ondersoort van de wapiti, die voorkomt in de Rocky Mountains en aangelegen gebergtes van westelijk Noord-Amerika.

## Leefgebied
In de winter leven ze het meest open bossen en uiterwaardmoerassen in de lager gelegen gebieden. In de zomer trekken ze naar de subalpiene bossen en alpiene bekkens. Wapiti's hebben een gevarieerd leefgebied waar ze kunnen verblijven, maar ze worden het vaakst aangetroffen in bossen en bosranden en in berggebieden verblijven ze vaak in hoger gelegen gebieden tijdens de warmere maanden en trekken ze lager in de winter. Ze kunnen zelfs van de berg afdalen en een deel van de dag het bos verlaten om naar grasland te trekken, maar 's avonds gaan ze weer terug het bos in.

### Effecten van klimaatverandering
Door klimaatverandering/-opwarming kunnen wapiti's langer dan normaal in hun hoger gelegen leefgebieden blijven. Klimaatveranderingen zoals opwarming hebben in sommige gevallen zelfs het seizoensbereik van wapiti's in de winter vergroot. In Yellowstone bijvoorbeeld heeft de opwarming van het klimaat ervoor gezorgd dat er minder sneeuw ligt dan in het verleden en dat de wapiti's zich in hogere gebieden kunnen vestigen dan voorheen. Het gebrek aan sneeuw in Yellowstone heeft de wapiti's ook een voordeel gegeven ten opzichte van de wolven in hun roofdier-prooi relatie, omdat wolven afhankelijk zijn van diepe sneeuw om op wapiti's te jagen in de wintergebieden van Yellowstone. De totale wilde populatie bedraagt ongeveer een miljoen exemplaren.

## Bescherming

### Verenigde Staten

#### Colorado, South Dakota en New Mexico
De Rocky Mountain-wapiti werd in 1913 geherintroduceerd in Colorado vanuit Wyoming nadat de regionale kuddes bijna waren uitgestorven. Hoewel overbejaging een belangrijke factor is, wordt het bijna uitsterven van de wapiti voornamelijk toegeschreven aan menselijke invasie en de vernietiging van hun natuurlijke habitat en migratiecorridors. Een jaar later werden eenentwintig wapiti's uit Jackson Hole, Wyoming opnieuw uitgezet in het Wind Cave National Park in South Dakota om de populatie te vergroten. Inspanningen voor natuurbehoud brachten de wapitipopulaties in New Mexico van bijna nul aan het eind van de 19e en het begin van de 20e eeuw naar gezonde populaties in de jaren 1930 in het noorden van New Mexico.

#### Nebraska
De wapitipopulatie in Nebraska bleef in de jaren 1970 en 1980 toenemen tot een niveau waarop klachten van landeigenaren in de Pine Ridge regio leidden tot de invoering van relatief liberale jachtseizoenen aan het eind van de jaren 1980. Het aantal wapiti's bleef toenemen in de jaren 1990 tot nu.

#### Washington
Alle Rocky Mountain-wapiti's in Washington zijn het resultaat van herintroducties begin 1900 vanuit kuddes wapiti's uit Yellowstone. Deze eerste herintroducties hebben hun verspreidingsgebied uitgebreid en zijn ook binnen de staat getransporteerd. Niet al deze wapiti's hebben de habitat om succesvol te zijn in grote aantallen; aanvullende voedselprogramma's worden gebruikt om het verloren wintergebied te compenseren.

#### Pennsylvania
72 Rocky Mountain-wapiti's werden in 1913 in Pennsylvania geïntroduceerd ter vervanging van de uitgestorven oostelijke wapiti's. De introductie ging tientallen jaren door, maar door legale en illegale jacht van de jaren 1930 tot 1970 bleef de populatie in de staat tussen de 24 en 70 exemplaren. Dankzij beter onderzoek en beheer door de Pennsylvania Game Commission aan het eind van de jaren 1970 begon de populatie toe te nemen. De kudde is blijven groeien en telde in 2020 ongeveer 1.350 individuen. Ze worden legaal bejaagd door middel van strenge vergunningen en hebben ook een lokale ecotoeristische industrie gegenereerd.

#### Kentucky
In de afgelopen jaren zijn wapiti's uit Utah gebruikt om een populatie in Kentucky te herstellen.

#### West Virginia
In 2018 werden wapiti's uit Arizona naar West Virginia getransporteerd om de populatie daar te helpen herstellen. Helaas heeft een parasiet, brainworm (Parelaphostrongylus tenuis), een deel van de kudde gedood.

#### Andere staten
In 1990 werden haalbaarheidsstudies uitgevoerd om te bepalen of wilde, vrijlevende wapiti's nog steeds een plaats hadden in sommige van hun vroegere oostelijke leefgebieden. Toen dit eenmaal voltooid was, werden gezonde bronkuddes Rocky Mountain-wapiti's uit Arizona, Kansas, New Mexico, North Dakota, Oregon en Utah gebruikt om deze wapiti-ondersoort te introduceren in het voormalige verspreidingsgebied van de uitgestorven oostelijke wapiti's.

### Canada
Hun bevolkte Canadese verspreidingsgebied komt voor in Alberta's Jasper National Park en Banff National Park en in Brits-Columbia's Kootenay National Park en Yoho National Park.

## Chronic wasting disease
In 2010 werd bij de Rocky Mountain-wapitikudde een ernstige aandoening vastgesteld die chronic wasting disease (CWD) wordt genoemd. CWD tast het hersenweefsel van geïnfecteerde wapiti's aan en lijkt qua symptomen op boviene spongiforme encefalopathie (BSE), beter bekend als de gekkekoeienziekte (MCD). Er is geen bewijs dat eland CWD overdraagbaar is op mensen, en het onderzoek naar CWD en het effect ervan op het ecosysteem gaat door. Milieu- en CWD-problemen in Estes Park, Colorado, en, op grotere schaal, in het hele westen van Noord-Amerika hebben beleidsmakers van de overheid naar oplossingen doen zoeken.